# Четырёхточечный листоед
Листоед четырёхточечный, или четырёхточечная клитра (лат. Clytra quadripunctata) — вид листоедов (Chrysomelidae) из подсемейства клитрины (Clytrinae). Населяет западный Палеарктический регион от севера Испании до Монголии.

## Питание
Этот вид жуков питается листьями следующих растений: ежа сборная (Dactylis glomerata), орляк обыкновенный (Pteridium aquilinum), боярышник (Crataegus), слива (Prunus), ива (Salix), берёза (Betula) и дуб (Quercus).
Встречаются около гнёзд лесных муравьёв рода Formica. Личинки развиваются в их муравейниках. Муравьи подбирают яйца, отложенные самками жуков, и переносят их в муравейник, где происходит их развитие до стадии куколки. Молодые жуки потом покидают гнездо муравьёв.

## Галерея

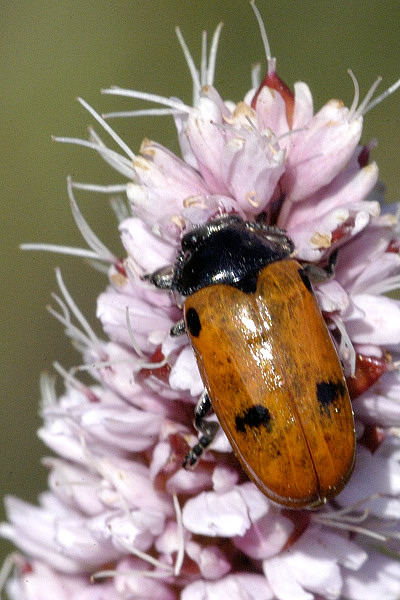
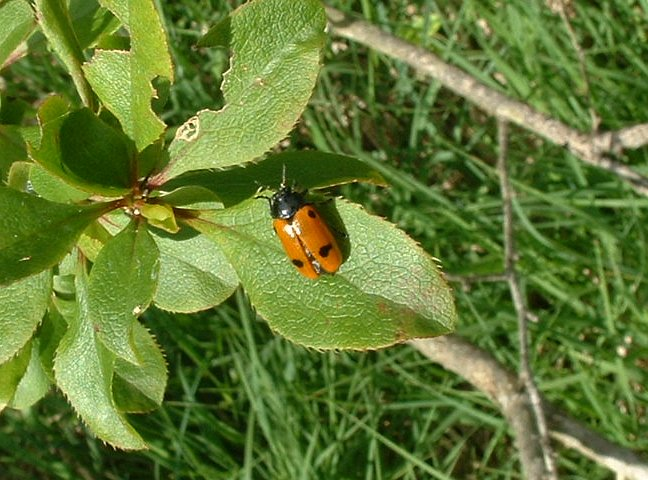